# Ophiophragmus wurdemani
Ophiophragmus wurdemani är en ormstjärneart som först beskrevs av George Richard Lyman 1860.  Ophiophragmus wurdemani ingår i släktet Ophiophragmus och familjen trådormstjärnor. Inga underarter finns listade i Catalogue of Life.